# Neorina hilda
Neorina hilda är en fjärilsart som beskrevs av John Obadiah Westwood 1850. Neorina hilda ingår i släktet Neorina och familjen praktfjärilar. Inga underarter finns listade i Catalogue of Life.

## Bildgalleri

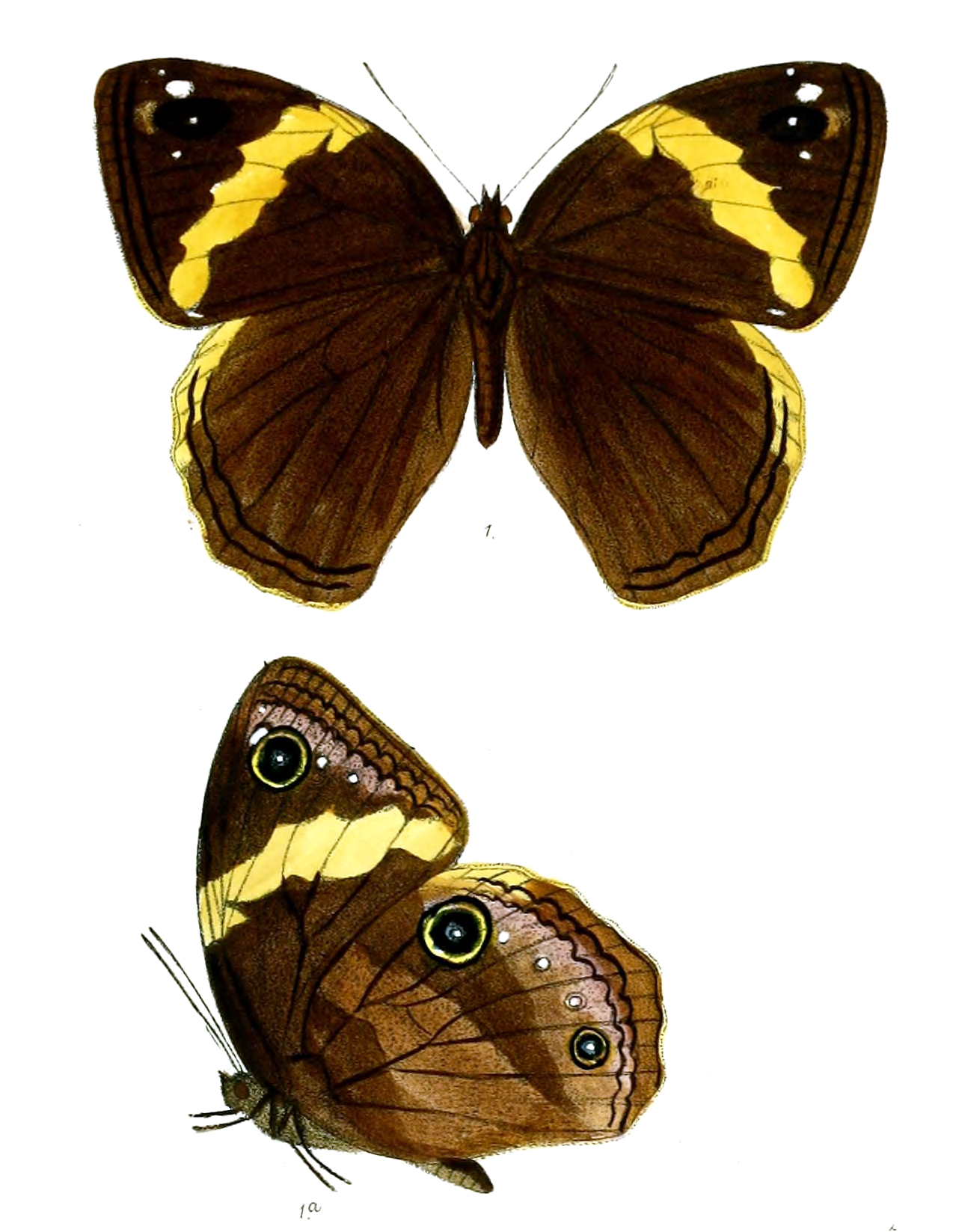
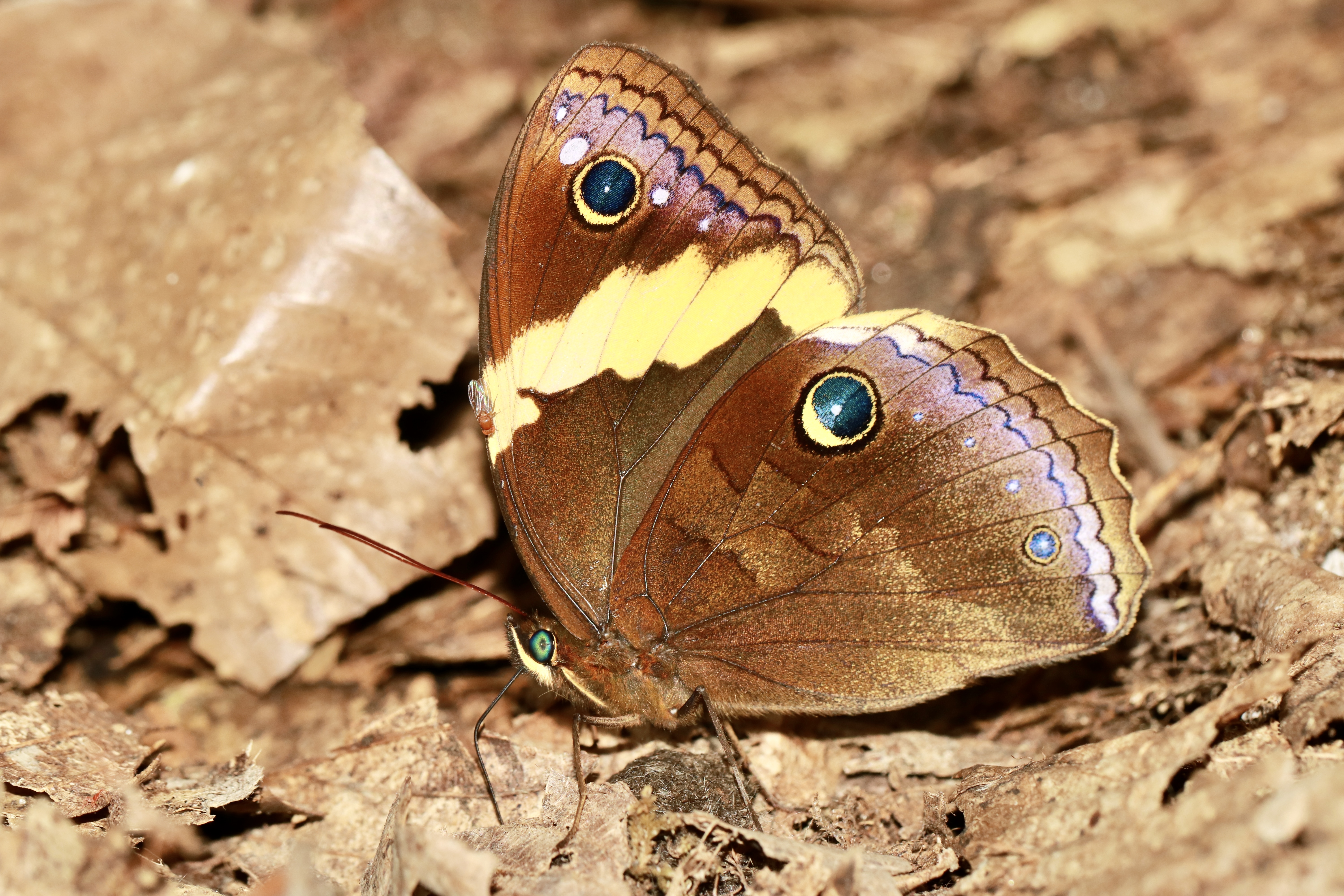
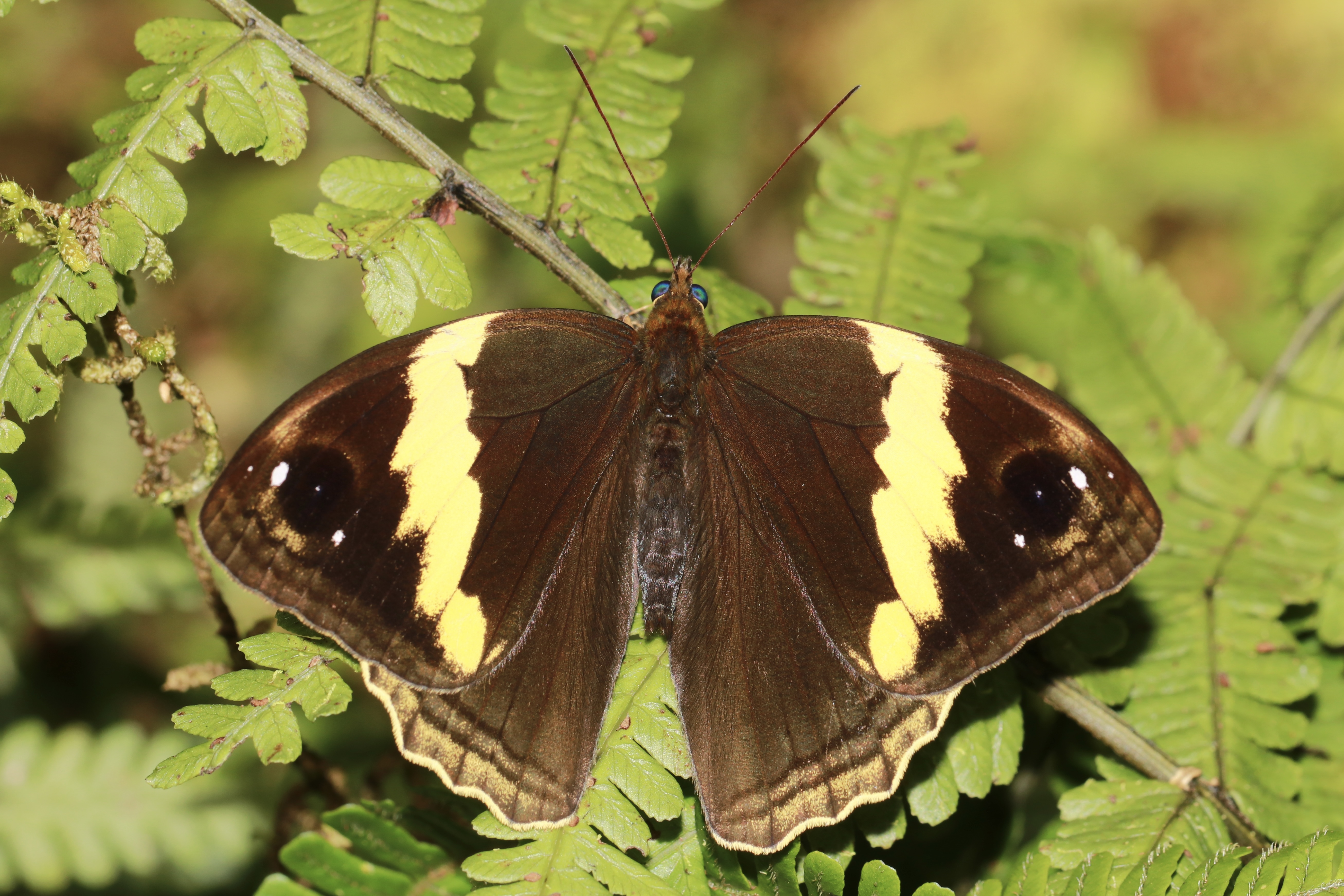